# Heinrich Latz
Johann Heinrich Latz (* 9. Mai 1912 in Saarwellingen; † 1989 in Saarbrücken) war ein deutscher Architekt und saarländischer Ministerialrat.

## Leben
Von April 1931 bis Juli 1936 studierte Heinrich Latz Architektur an der Technischen Hochschule in Darmstadt, dann bis Juli 1937 in Freiburg im Breisgau. Hier nahm er anschließend seine erste berufliche Tätigkeit auf. Von September bis Dezember 1937 arbeitete er in München, dann bis März 1938 in Bayreuth.
Am 31. Dezember 1938 heiratete er Marianne Glückert. Aus der Ehe gingen acht Kinder hervor. Heinrich Latz’ ältester Sohn ist der Landschaftsarchitekt und Universitätsprofessor Peter Latz.
Von April 1938 bis Oktober 1940 war Latz in einem Trierer Architekturbüro angestellt. Im Zweiten Weltkrieg war Latz vom Dezember 1944 bis Juli 1945 in Wustweiler und im Odenwald evakuiert. Anschließend wohnte er wieder in seinem Geburtsort Saarwellingen. Nach dem Krieg arbeitete er als freier Architekt. Mit dem Saarwellinger Architekten Toni Laub führte Latz bis zum Ende der 1950er Jahre eine Architektengemeinschaft in Saarwellingen.
Latz und Laub hatten im Jahr 1948 den Wettbewerb für den Wiederaufbau der durch US-Artilleriebeschuss schwer zerstörten saarländischen Kreisstadt Saarlouis gewonnen. In den Folgejahren taten sich die ersten sechs Preisträger des Wettbewerbes zusammen, um den Plan von Latz und Laub umzusetzen. Der erste Bauabschnitt betraf die Französische Straße. Auf beiden Straßenseiten errichteten Latz und Laub in den Jahren 1949–1951 Häuserblöcke aus dreigeschossigen Wohn- und Geschäftshäusern mit vorspringenden Ladenzeilen im Erdgeschoss und einer Altanzone im ersten Obergeschoss. Der Bauabschnitt an der Deutschen Straße begann im Jahr 1951. Der Wiederaufbau orientierte sich an dem schachbrettartigen Grundriss der von Sébastien Le Prestre de Vauban entworfenen Festungsstadt. Latz und Laub nahmen eine Verbreiterung der Straßenzüge vor, vergrößerten die Karrees und versahen diese mit hofartigen Innenflächen. Eine der Grundvoraussetzungen für die Einheitlichkeit der neuen Innenstadtanlage war, dass die einzelnen Grundstücke ohne Enteignungsverfahren durch Umlage zusammengefasst und neu geordnet werden konnten. Die Neubebauung der Saarlouiser Innenstadt gilt als eine der besonderen Leistungen des Wiederaufbaues nach dem Zweiten Weltkrieg im Saarland. Das von Latz und Laub errichtete Innenstadtensemble steht als „Kulturdenkmal Kernstadt Saarlouis“ unter Denkmalschutz.
Anschließend war Latz nacheinander Leiter der Staatlichen Hochbaubüros in Merzig, dann in Saarlouis, in Merzig und in der Folge wieder in Saarlouis. Nach einer Tätigkeit im Staatlichen Hochbauamt Saarbrücken wechselte er wieder nach Saarlouis, wo er auch von 1955 bis 1968 wohnhaft war. Nach einem Wechsel zum Hochbaubüro in Merzig, wurde Latz im Jahr 1963 zum Ministerialrat in Saarbrücken ernannt, wo er ab dem Jahr 1968 auch lebte. Im Jahr 1974 quittierte er seinen Dienst bei der staatlichen Behörde und wurde Geschäftsführer einer Planergemeinschaft. Im Jahr 1989 starb Heinrich Latz in Saarbrücken.

## Werke

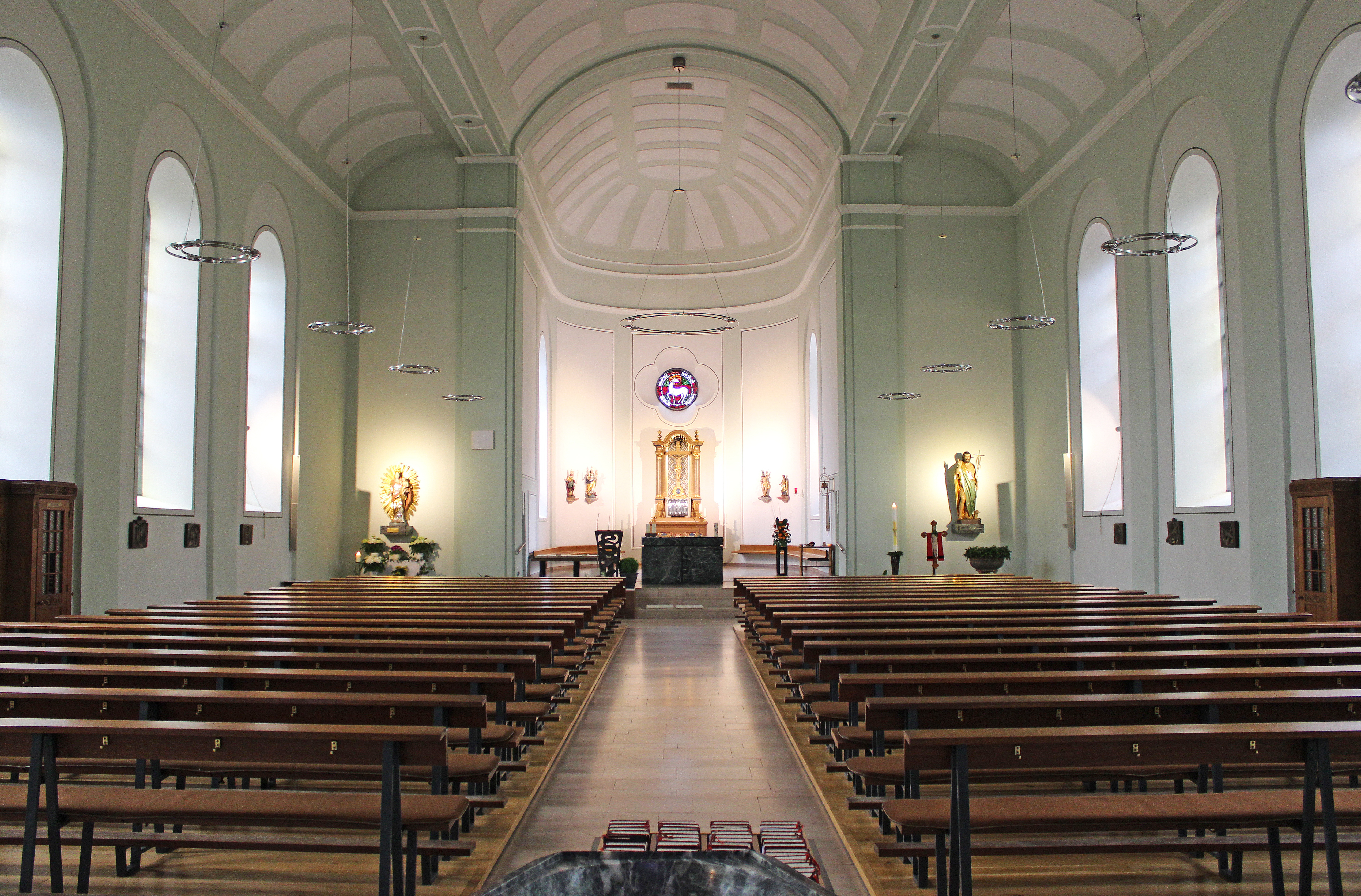
Inneres der Kirche St. Johann in Dillingen/Saar
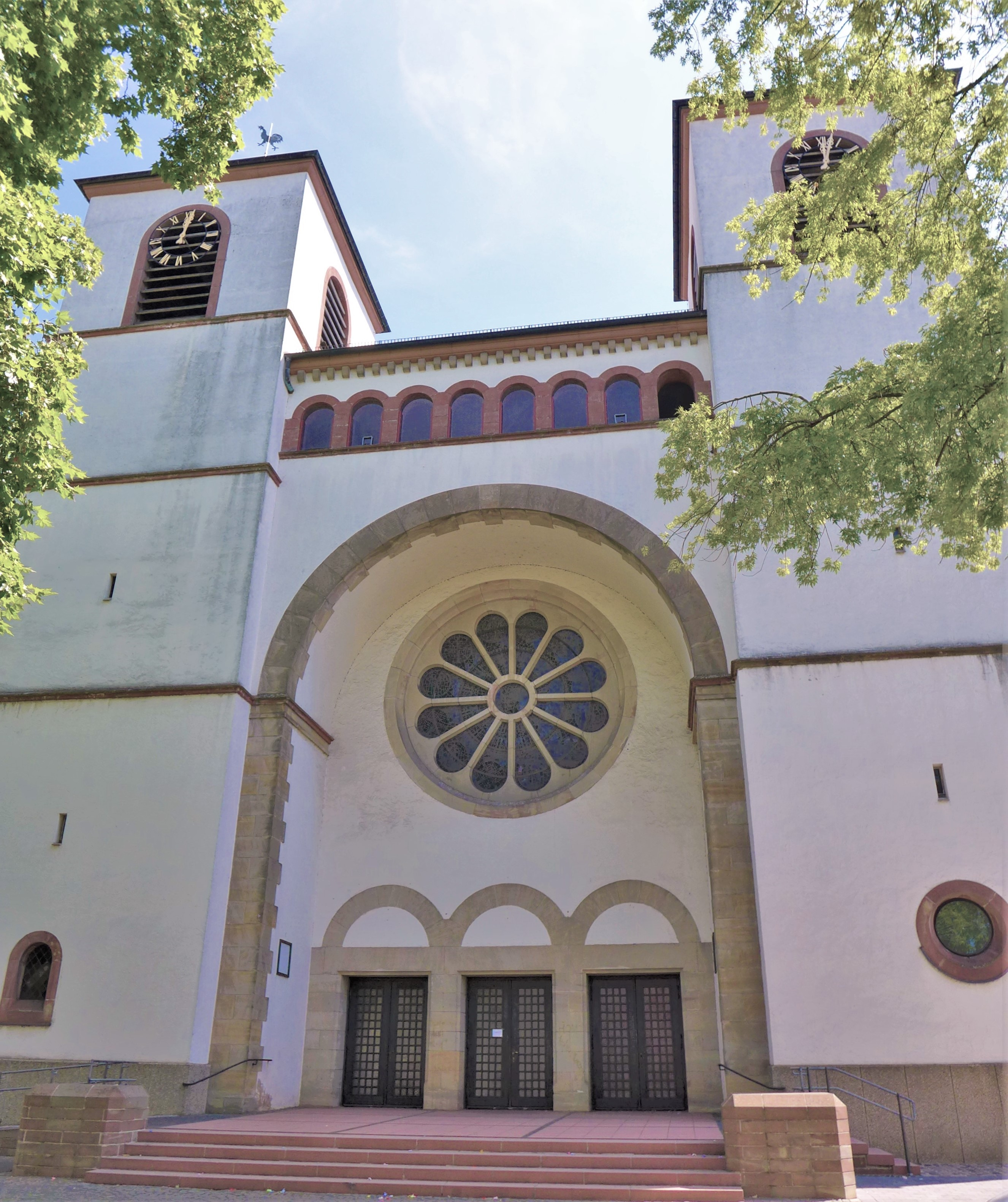
Kirche Maria Himmelfahrt in Saarlouis-Roden
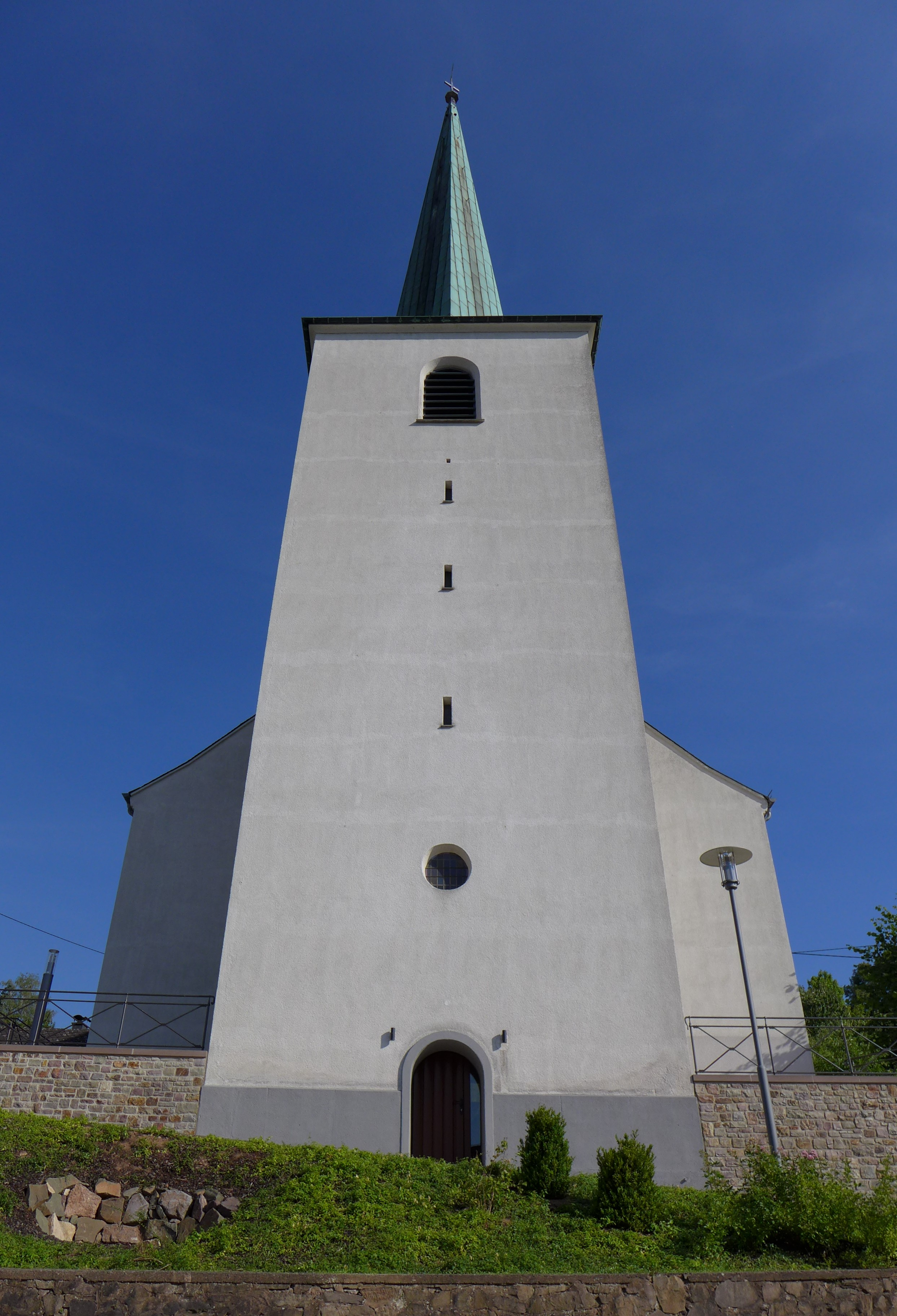
Herz-Jesu-Kirche, Bilsdorf
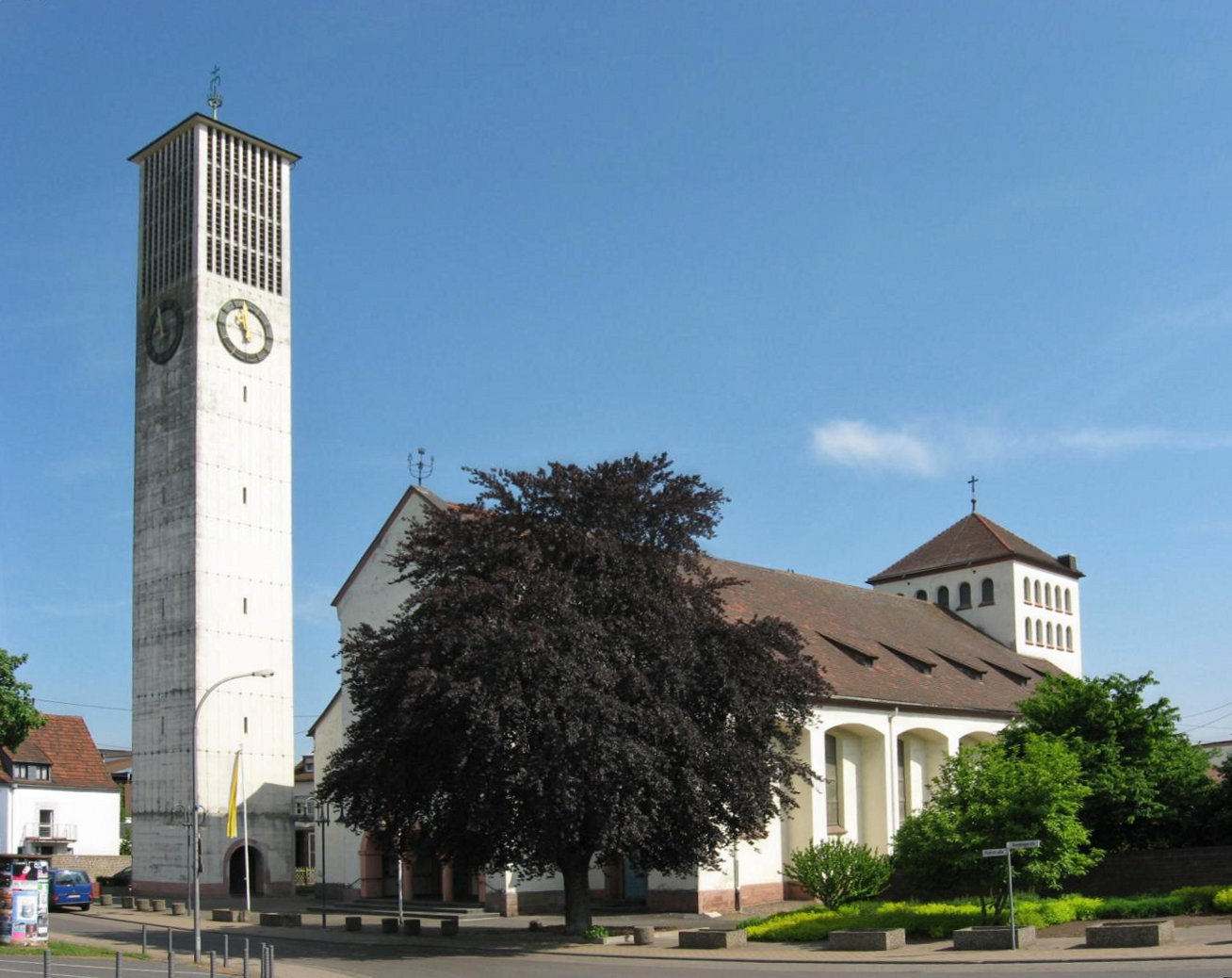
Fraulautern, Kirche Heiligste Dreifaltigkeit
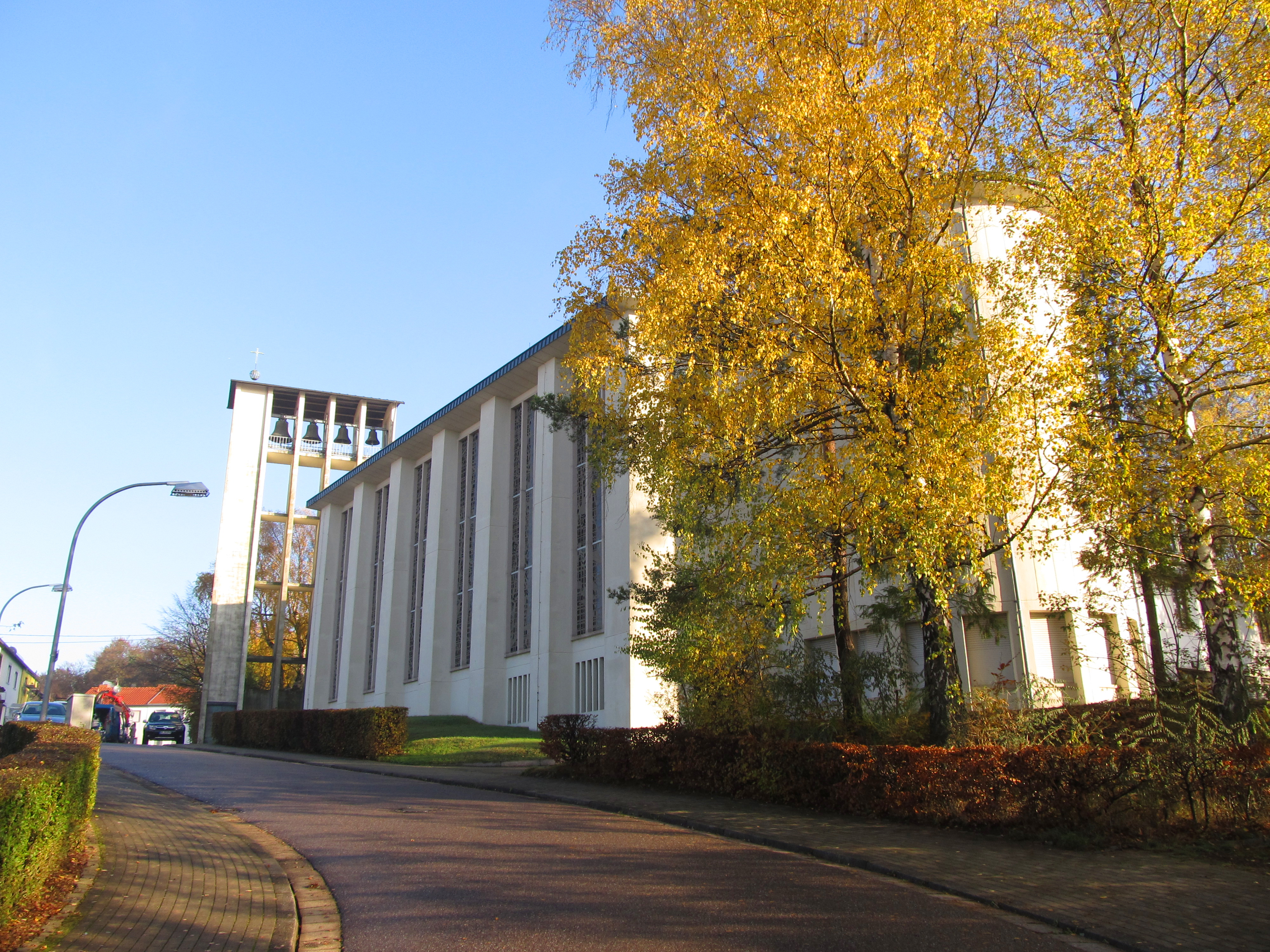
Dudweiler, Kirche St. Barbara
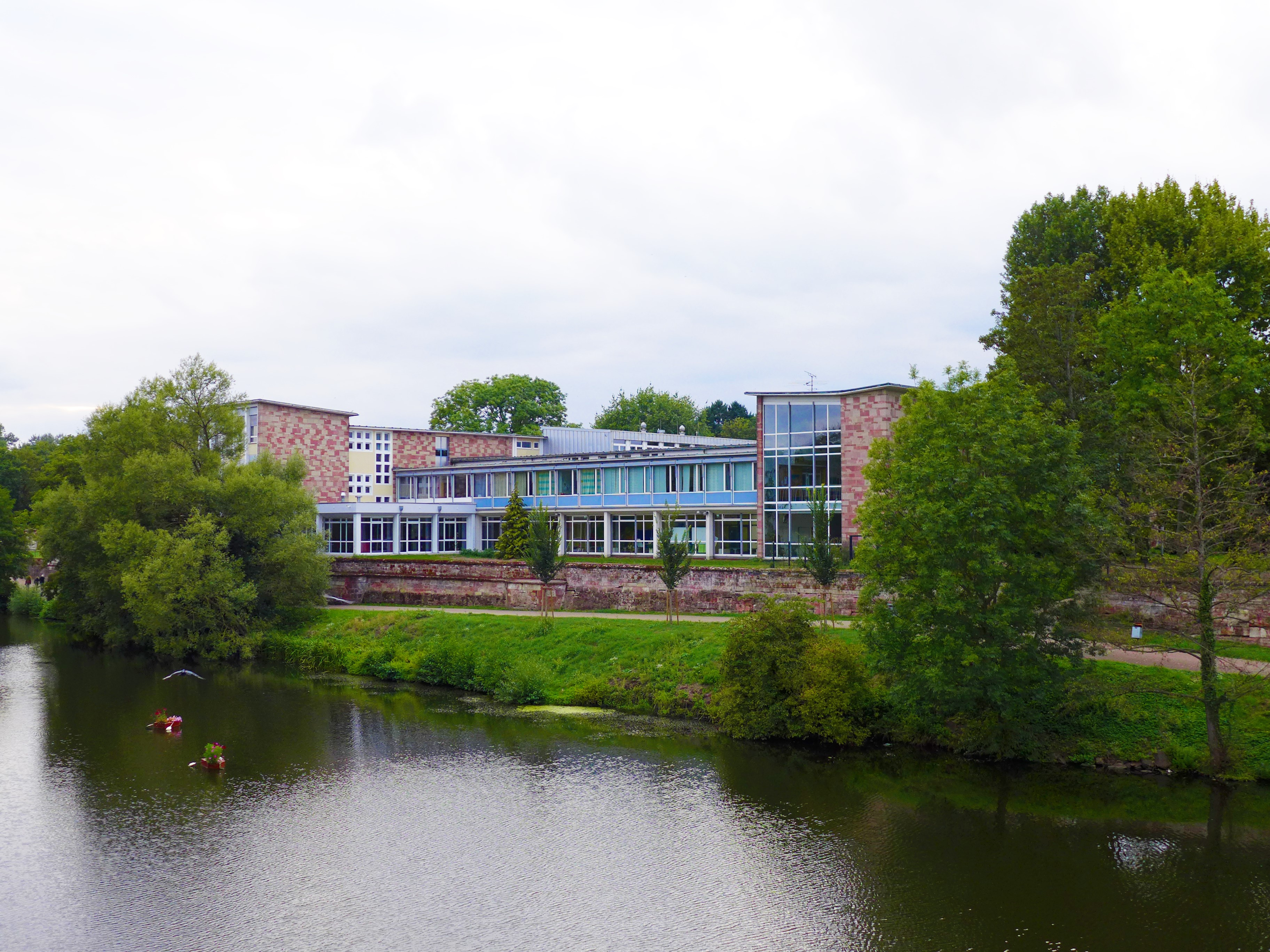
Gymnasium am Stadtgarten (Saarlouis)

- 1947 bis 1948: Wiederaufbau der Kirche St. Johann (Dillingen) und Neugestaltung des Gewölbes
- 1947 bis 1952: Maria Himmelfahrt (Roden)
- 1949–1951ff: Wiederaufbau der kriegszerstörten Innenstadt von Saarlouis
- 1949 bis 1951: Herz-Jesu-Kirche (Bilsdorf)
- 1949 bis 1954: Hl. Dreifaltigkeit (Fraulautern)
- 1954 bis 1959: St. Barbara (Dudweiler)
- 1958 bis 1960: Gymnasium am Stadtgarten (Saarlouis) anstelle des alten Militärhospitals aus den Jahren 1680–1685[6]